# Angelica Bengtssonová
Angelica Therese Bengtssonová (* 8. července 1993 Väckelsång) je bývalá švédská reprezentantka ve skoku o tyči, členka klubu Hässelby SK.

## Mládežnická kariéra
Její otec Glenn Bengtsson se závodně věnoval hodu oštěpem a byl jejím prvním trenérem, matka pochází z Brazílie. Původně se věnovala sportovní gymnastice. V roce 2009 získala zlatou medaili na mistrovství světa v atletice do 17 let 2009, v roce 2010 vyhrála letní olympijské hry mládeže, v letech 2010 a 2012 mistrovství světa juniorů v atletice, v roce 2011 mistrovství Evropy juniorů v atletice a v roce 2015 mistrovství Evropy v atletice do 23 let. Překonala také tyčkařský světový rekord v kategorii do osmnácti let (447 cm) a v kategorii do dvaceti let (463 cm).

## Seniorská kariéra
Byla čtyřikrát finalistkou na mistrovství Evropy v atletice (10. místo v roce 2012, 5. místo v roce 2014, 3. místo v roce 2016 a 6. místo v roce 2018) a dvakrát na mistrovství světa v atletice (4. místo 2015 a 10. místo 2017). Na halovém mistrovství Evropy v atletice získala bronzové medaile v letech 2015 a 2017. V únoru 2019 vytvořila švédský rekord ve skoku o tyči výkonem 481 cm.
V listopadu 2021 oznámila konec své sportovní kariéry.

## Ocenění
V roce 2012 vyhrála anketu Atlet Evropy v kategorii vycházejících hvězd. V roce 2015 získala cenu Stora grabbars och tjejers märke.